# 1998 SH10
1998 SH10 är en asteroid i huvudbältet som upptäcktes den 17 september 1998 av OCA–DLR Asteroid Survey (ODAS).
Asteroiden har en diameter på ungefär 11 kilometer och den tillhör asteroidgruppen Astrid.